# 최은지 (아나운서)
최은지(1995년 6월 13일~)는 2020년 1월 이후부터의 현재의 대한민국의 《TV조선》의 아나운서로, 부산 출생인데, 지난날 2020년 1월까지 어언 2년 남짓 동안 《MBC 스포츠 플러스》의 아나운서였던 이였었다.

## 학력
- 부경고등학교 졸업(2014년 2월)
- 연세대학교 사회학과 학사(2018년 2월)

## 과거 TV 방송
- 2019년 : MBC 스포츠플러스 베이스볼 투나잇 시즌10 MLB 코너